# JPMorgan Chase
Die JPMorgan Chase & Co. ist eine US-amerikanische Bank mit Sitz in New York City. Mit einer Bilanzsumme von über 2.600 Mrd. US-Dollar ist sie die größte Bank der USA und laut Forbes das weltweit drittgrößte an einer Börse notierte Unternehmen. Sie entstand im Jahr 2000, als die Chase Manhattan Bank und J.P. Morgan & Co. fusionierten. Gemessen an den Erträgen löste JPMorgan Chase die Citigroup 2007 als größte US-Bank ab und war laut Forbes-Global-2000-Ranking 2018 die drittgrößte Bank weltweit. Mit einer Marktkapitalisierung von 306,6 Milliarden US-Dollar war JPMorgan Chase Anfang 2017 die am meisten börsenkapitalisierte Bank der Welt.
Ihre Hedgefonds-Abteilung zählt zu den größten US-Hedgefonds. Im Jahr 2019 erzielte JP Morgan mit 36,4 Milliarden Dollar seinen bislang höchsten Jahresgewinn.

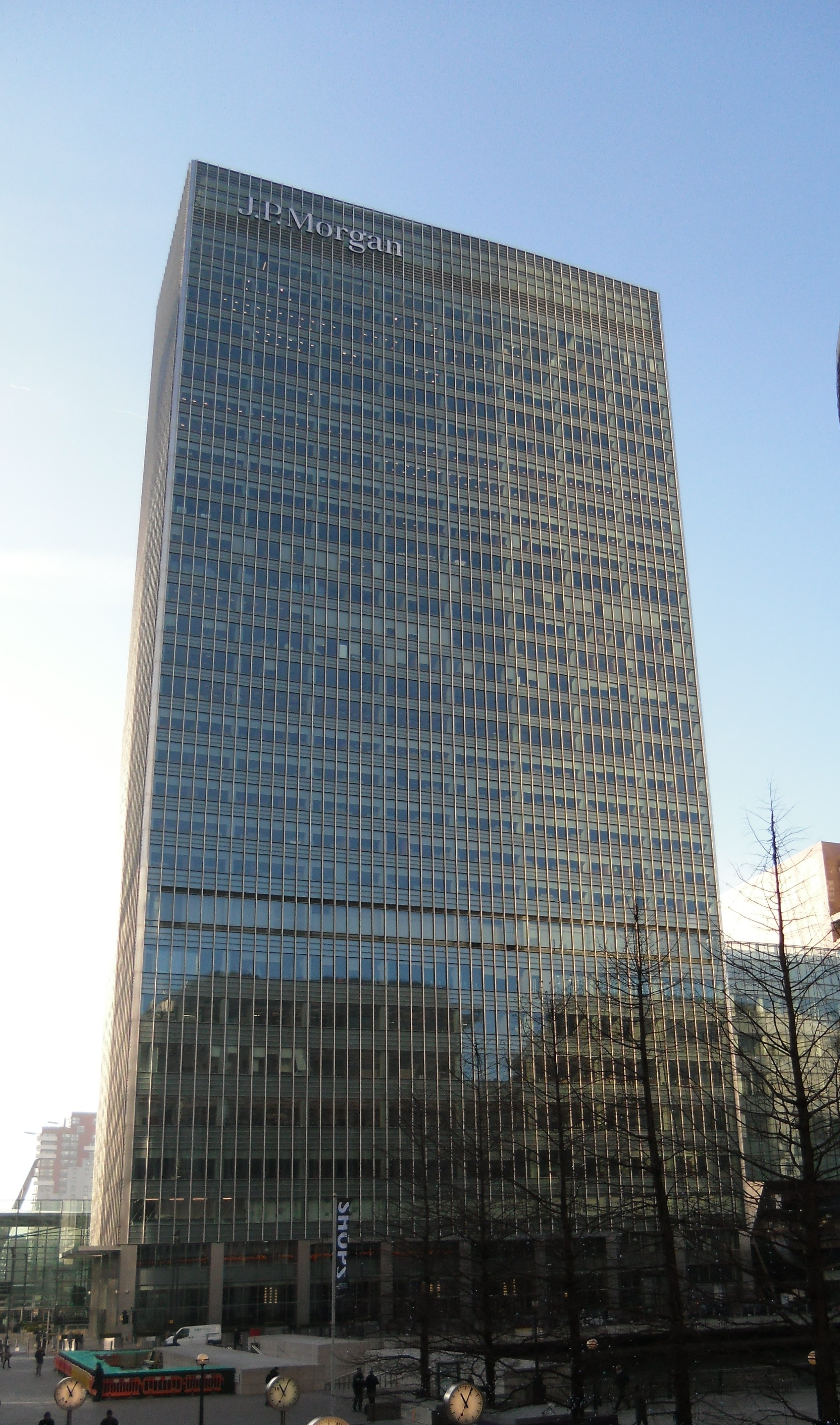
Londoner JPMorgan Chase & Co. Headquarters, 25 Bank Street, Canary Wharf, London, Vereinigtes Königreich

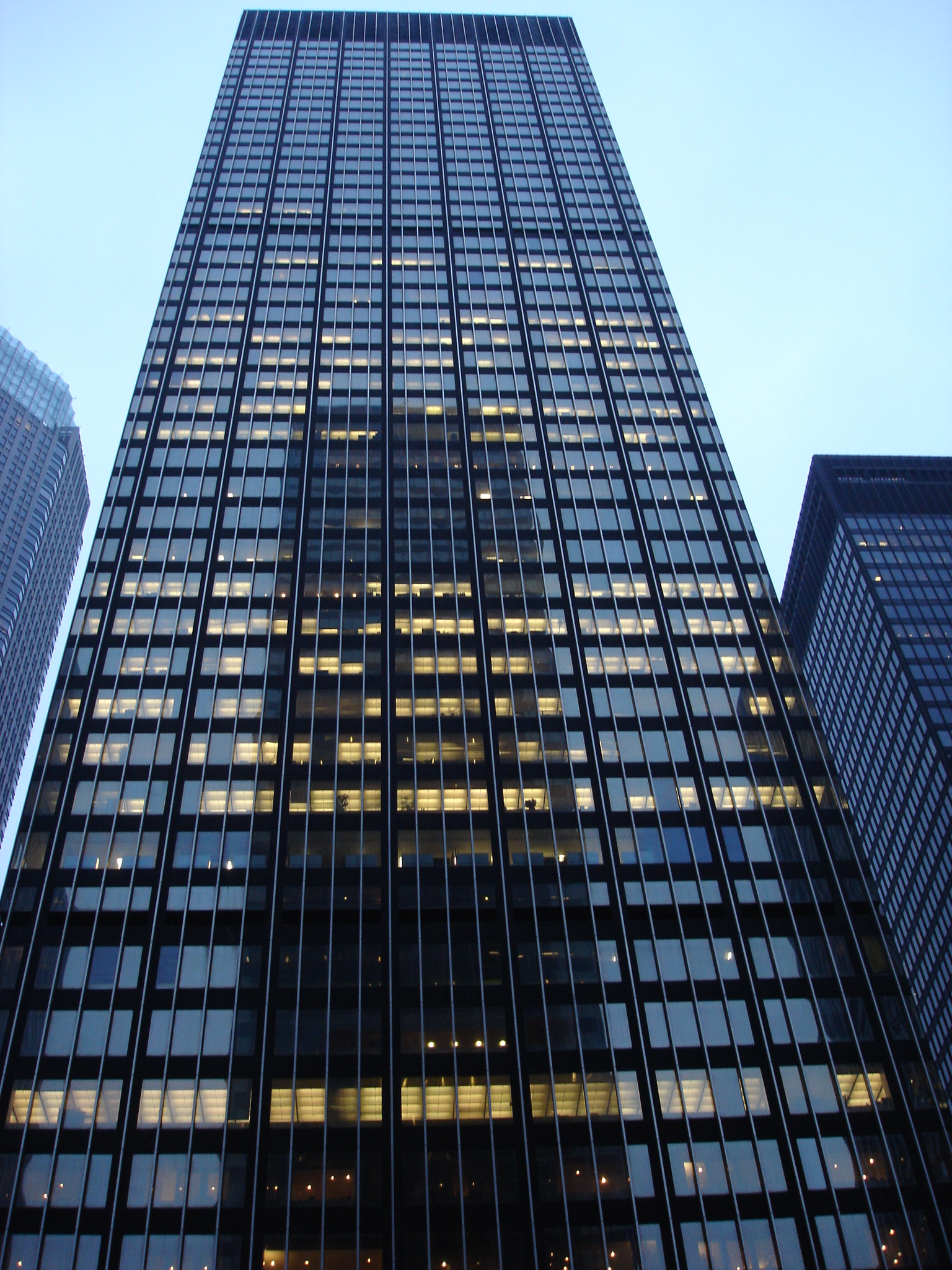
JPMorgan Chase Tower, 270 Park Avenue (bis 2019), New York City

Die Bank ist laut Einstufung durch das Financial Stability Board (FSB) eine der systemrelevanten Großbanken. Sie unterliegt damit einer besonderen Überwachung und strengeren Anforderungen an die Ausstattung mit Eigenkapital. Seit 2021 ist JP Morgan als einzige Bank in der höchsten Stufe 4 eingruppiert.

## Geschichte

### Chemical Banking Corporation

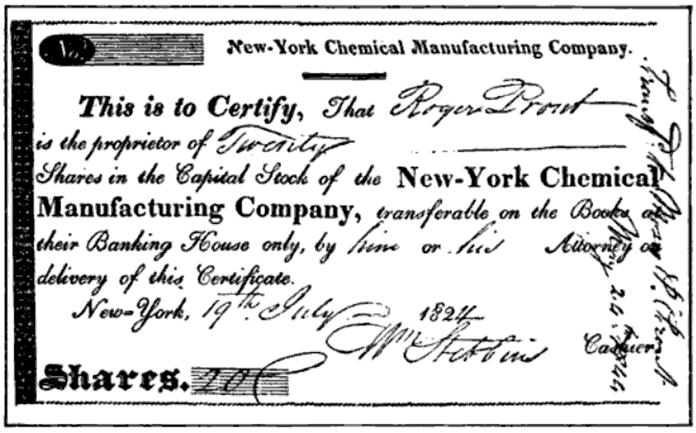
Wertpapier der New York Chemical Manufacturing Company von 1824

Die New York Chemical Manufacturing Company wurde 1823 als Herstellerin verschiedener Chemikalien gegründet. 1824 änderte die Gesellschaft ihre Satzung, um die Geschäftstätigkeit als Bank zuzulassen, und schuf damit die Chemical Bank of New York. Nach 1851 wurde die Bank von ihrer Muttergesellschaft getrennt und wuchs sowohl organisch als auch durch eine Serie von Übernahmen. Zu den bekanntesten Übernahmen gehören die Corn Exchange Bank, Texas Commerce Bank und Manufacturer’s Hanover Trust Company. Zu verschiedenen Zeitpunkten im Verlauf ihrer Geschichte war Chemical Bank die größte Bank der USA (entweder nach Vermögen oder Marktanteil in Bankeinlagen).
1996 kaufte die Chemical Bank die Chase Manhattan Bank und nahm den Namen des übernommenen Unternehmens an. Im Jahr 2000 erwarb sie auch die J.P. Morgan & Co. und änderte ihre Firma in J.P. Morgan Chase & Co. Im Verlauf dieser Fusionen behielt JPMorgan Chase den Firmensitz und den Großteil des Managements der Chemical Bank.

### Chase Manhattan Bank
Die Chase Manhattan Bank war das Ergebnis einer Übernahme der Chase National Bank (gegründet 1877) durch die Bank of the Manhattan Company (gegründet 1799) im Jahr 1955. Angeführt durch David Rockefeller in den 1970er und 1980er Jahren, war Chase Manhattan einer der größten und namhaftesten Bankkonzerne der USA mit einer führenden Stellung in den Bereichen „Syndicated Lending“ und „Treasury“ sowie bei den Wertpapierdienstleistungen, Kreditkarten, Hypotheken und Finanzdienstleistungen. Durch den Zusammenbruch des Immobilienmarkts Anfang der 1990er Jahre geschwächt, wurde sie 1996 von der Chemical Bank aufgekauft.

### J.P. Morgan & Company
1895 benannte sich die Bank Drexel, Morgan & Co. in J.P. Morgan & Co. um (siehe auch: John Pierpont Morgan). Diese finanzierte im Jahre 1901 die Gründung der United States Steel Corporation, welche die Geschäftstätigkeit von Andrew Carnegie und anderen übernahm und die damals größte Aktiengesellschaft der Welt mit einem Marktwert von über einer Milliarde Dollar wurde. 1895 lieh J.P. Morgan & Co. der US-Regierung 62 Millionen US-Dollar in Gold, um die Herausgabe von Anleihen zu finanzieren und den Staatsüberschuss wieder auf 100 Millionen US-Dollar zu bringen.

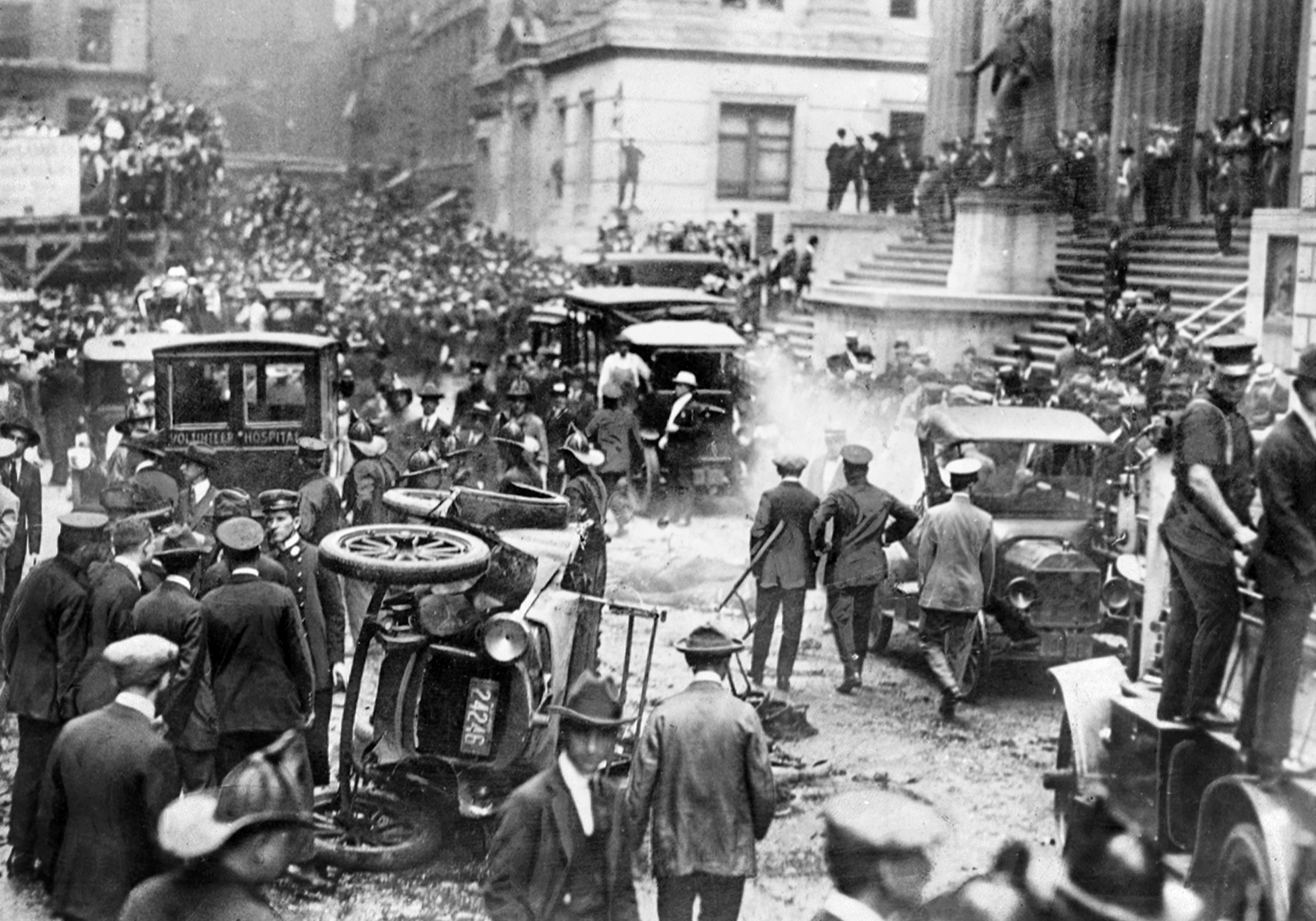
16. September 1920: Eine Bombe explodiert vor dem damaligen Sitz der J. P. Morgan Inc., 23 Wall Street, die 400 Personen verletzt und 38 tötet.

In den 1930er Jahren wurde J.P. Morgan durch den Glass-Steagall Act gezwungen, das Investment-Banking vom übrigen Bankbetrieb organisatorisch zu trennen. Daraufhin gründeten – zusammen mit einigen Partnern von Drexel – Henry Sturgis Morgan, ein Sohn von J. P. Morgan, und Harold Stanley, die beide zuvor für J.P. Morgan & Co tätig waren, die nach ihnen benannte Investmentbank Morgan Stanley. 1940 änderte die bisherige Partnerschaft J.P. Morgan die Rechtsform und wurde Aktiengesellschaft. 1959 fusionierte diese mit der Guaranty Trust Company of New York, um die Morgan Guaranty Trust Company zu bilden. Zehn Jahre später bildete Morgan Guaranty Trust Company eine Holding, die J.P. Morgan & Co., die als Muttergesellschaft für Morgan Guaranty Trust diente.
Später änderte J.P. Morgan ihre Geschäftstätigkeit und wurde eine Investmentbank. Nebenbei bot J.P. Morgan auch Private-Banking- und Private-Equity-Dienstleistungen an.

### Zusammenschluss von Chase Manhattan und J.P. Morgan & Co
JPMorgan wurde 2001 von der Chase Manhattan Bank übernommen und beide Unternehmen verschmolzen am 10. November 2001 zu J.P. Morgan Chase & Co. Der Zusammenschluss war im September 2000 angekündigt worden, nachdem Chase ein Gebot über 36 Milliarden US-Dollar abgegeben hatte.

### Übernahme von Bank One
JPMorgan übernahm 2004 Bank One, die sechstgrößte Bankengruppe der USA. Der Kaufpreis betrug 58 Milliarden US-Dollar.

### Übernahme von Bear Stearns und Klage der New Yorker Staatsanwaltschaft
Bear Stearns war durch den Zusammenbruch zweier Hedgefonds in die Krise geraten, der Zusammenbruch der beiden Fonds war eine Folge der weltweiten Finanzkrise. Im März 2008 übernahm JPMorgan Chase die in Zahlungsschwierigkeiten geratene Investmentbank und rettete sie damit vor der Insolvenz. JPMorgan Chase garantierte für alle finanziellen Verpflichtungen von Bear Stearns und wurde dabei von der Fed unterstützt, die wiederum eine Garantie über 30 Milliarden US-Dollar an JPMorgan Chase gegeben hat. Das erste Übernahmeangebot lag bei 2 Dollar je Aktie und galt als Ramschpreis, nach Protesten der Bear-Stearns-Aktionäre wurde das Angebot auf 10 Dollar je Aktie erhöht.
Anfang Oktober 2012 reichte die Staatsanwaltschaft von New York Klage gegen JPMorgan Chase ein. Vor dem Zusammenbruch von Bear Stearns im Jahr 2008 und deren Übernahme durch JPMorgan Chase sei es 2006 und 2007 zu massivem Betrug beim Verkauf von Hypothekenpapieren gekommen. Bear Stearns habe Investoren im Glauben gelassen, dass mit Immobilienhypotheken gedeckte Wertpapiere sorgfältig bewertet und laufend überprüft würden, tatsächlich hätten diese aber auf faulen Immobilienkrediten basiert. Der Staatsanwaltschaft zufolge verloren Investoren damit bislang 22,5 Mrd. US-Dollar (ca. 17,5 Mrd. Euro).

### Übernahme von Washington Mutual
Im Zuge der weltweiten Finanzkrise wurde die damals größte US-Sparkasse Washington Mutual am 25. September 2008 von JPMorgan übernommen. Der Untergang von Washington Mutual war die größte Bankenpleite in der Geschichte der USA. JPMorgan erhielt daraufhin von der Federal Deposit Insurance Corporation (FDIC) für 1,9 Mrd. US-Dollar etwa 188 Mrd. an Einlagen, etwa 5400 Filialen sowie 307 Mrd. Dollar an Aktiva. Laut FDIC war es ab Mitte September 2008 zu großen Mittelabflüssen in Höhe von 16,7 Mrd. $ und angeblichen Liquiditätsproblemen gekommen. Diese wurden von Washington Mutual angezweifelt. Washington Mutual erhob 2009 Klage gegen die FDIC wegen unrechtmäßiger Beschlagnahme im Zusammenhang mit dem anschließenden Verkauf und forderte Zahlungen in Höhe von 13 Milliarden Dollar.

### Übernahme von Cazenove
Im November 2009 wurde bekannt, dass JPMorgan weitere 50 % an der Londoner Investmentbank Cazenove übernehmen wollte. JPMorgan bot den 1.500 Eigentümern der restlichen Aktien, die sich noch nicht in ihrem Besitz befanden, 5,35 Pfund je Anteilsschein. Die Transaktion hatte damit ein Volumen von rund einer Milliarde Pfund. 2004 war JPMorgan mit Cazenove ein Joint Venture eingegangen. Im Zusammenhang mit dem Joint Venture erhielt JPMorgan eine Kaufoption, die im Februar 2010 auslief. Cazenove ist spezialisiert auf Corporate Broking. Nach dem Zusammenschluss verlor Cazenove 2005 mit HBOS, ITV, Diageo und Group 4 Securior vier wichtige Kunden. Cazenove Investment wurde nach der vollständigen Übernahme 2010 in J.P. Morgan Cazenove umbenannt.

### Verhandlungen mit US-Behörden über Strafzahlung (2013)
Das „Wall Street Journal“ meldete Mitte Oktober 2013 auf seiner Internetseite unter Berufung auf Insider, J.P. Morgan habe mit der für den US-Wohnungsmarkt zuständigen Aufsichtsbehörde FHFA (Federal Housing Finance Agency) eine vorläufige Einigung in der Sache erzielt und sei bereit, eine Strafe von 4 Milliarden US-Dollar zu zahlen.
J.P. Morgan werden – wie vielen anderen Großbanken auch – Tricksereien beim Verkauf von Wertpapieren und Immobilien-Krediten vor der Finanzkrise zur Last gelegt. Nachdem der US-Häusermarkt kollabiert war (siehe Subprime-Krise), verloren die meisten mit Hypotheken besicherten Wertpapiere einen Großteil ihres Wertes; ihre Besitzer erlitten hohe Verluste. Viele von ihnen machten danach Schadenersatz geltend, weil sie sich bewusst getäuscht sahen.
Ende Oktober wurde bekannt, dass J.P. Morgan einer Zahlung von 13 Milliarden Dollar als Pauschalstrafe im Zusammenhang mit der Finanzkrise ab 2007 zugestimmt hat, um die Einstellung zahlreicher Verfahren zu erreichen.
In einem Interview mit dem US-Magazin Rolling-Stone vom 6. November 2014 erhob die Juristin Alayne Fleischmann schwere Vorwürfe gegen ihren ehemaligen Arbeitgeber JPMorgan Chase und das US-Justizministerium. Die vereinbarte Summe von 13 Milliarden Dollar sei um 4 Mrd. $ zu bereinigen.

### Verkauf der Rohstoffsparte
JPMorgan kündigte 2013 an, ihr Rohstoffgeschäft bis September 2014 an die Schweizer Mercuria Energy Group zu verkaufen. Der Kaufpreis betrug 3,5 Milliarden US-Dollar.

### Eigene Kryptowährung: JPM Coin
Im Februar 2019 kündigte JPMorgan Chase an, eine eigene Kryptowährung herauszubringen. Der JPM Coin soll es möglich machen, Transaktionen von Kunden ohne Verzögerung abzuschließen. Der JPM Coin ist ein Stablecoin: jeder der Token ist von einem US-Dollar gedeckt und jederzeit umtauschbar.

### Verlagerung des Europasitzes
Infolge des Brexit verlagerte JPMorgan Chase seinen Europasitz von London nach Frankfurt am Main. Dieser Schritt führte dazu, dass die Bilanzsumme von 64 auf 244 Milliarden Euro anstieg, wodurch nun JPMorgan nach der Deutschen Bank, DZ Bank und Commerzbank die viertgrößte deutsche Geschäftsbank ist.

### Durchsuchung der deutschen Niederlassung
Ende August 2022 fand in den Büros von JPMorgan in Frankfurt am Main eine Razzia statt. Vertreter der Staatsanwaltschaft Köln, Kriminalpolizisten und Steuerfahnder suchten Spuren für mögliche Verstrickungen der Bank in illegale Aktiengeschäfte im Cum-ex-Skandal. Ziel der Razzia waren auch mehrere Privatwohnungen von Verdächtigen. Angeblich soll es mehr als 20 Beschuldigte geben, darunter Führungskräfte und Mitarbeiter der Compliance-Abteilung.

### Übernahme der First Republic Bank
Am 1. Mai 2023 wurde die Übernahme der in die Krise geratenen First Republic Bank mit Sitz in San Francisco bekanntgegeben.

### Einführung der Onlinebank Chase in Deutschland
JP Morgan arbeitet (Stand: August 2023) laut Medienberichten mit einer hohen zweistelligen Zahl von Angestellten in einem Berlin-Friedrichshainer Coworking-Space am für Ende 2024/Anfang 2025 geplanten Deutschland-/ EU-Launch seines digitalen Privatkundenprogramms Chase.

## Geschäftszahlen
| Jahr | Bilanzsumme in Mio. US-$ | Umsatz in Mio. US-$ | Überschuss in Mio. US-$ | Angestellte |
| ---- | ------------------------ | ------------------- | ----------------------- | ----------- |
| 2005 | 1.198.942                | 079.768             | 08.470                  | 168.847     |
| 2006 | 1.351.520                | 099.864             | 14.440                  | 174.360     |
| 2007 | 1.562.147                | 116.353             | 14.924                  | 180.667     |
| 2008 | 2.175.052                | 101.491             | 04.742                  | 224.961     |
| 2009 | 2.031.989                | 115.632             | 08.774                  | 222.316     |
| 2010 | 2.117.605                | 115.475             | 15.764                  | 239.831     |
| 2011 | 2.265.792                | 110.838             | 17.568                  | 260.157     |
| 2012 | 2.359.141                | 108.074             | 19.877                  | 258.965     |
| 2013 | 2.415,689                | 106.717             | 16.557                  | 251.196     |
| 2014 | 2.572.274                | 103.009             | 20.077                  | 241.359     |
| 2015 | 2.351.698                | 101.006             | 22.651                  | 234.598     |
| 2016 | 2.490.972                | 105.486             | 22.834                  | 243.355     |
| 2017 | 2.533.600                | 113.899             | 22.567                  | 252.539     |
| 2018 | 2.622.532                | 108.783             | 32.474                  | 256.105     |
| 2019 | 2.687.379                | 115.399             | 36.431                  | 256.981     |
| 2020 | 3.386.071                | 119.543             | 29.131                  | 255.351     |
| 2021 | 3.743.567                | 127.202             | 46.503                  | 271.025     |
| 2022 | 3.665.743                | 154.792             | 35.892                  | 293.723     |
| 2023 | 3.875.393                | 239.425             | 49.261                  | 309.926     |
| 2024 | 4.002.814                | 278.906             | 58.127                  | 317.233     |

## J.P. Morgan Corporate Challenge

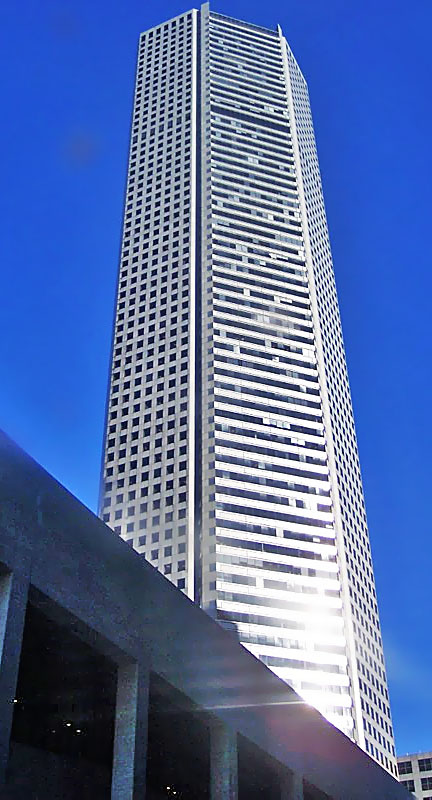
JPMorgan Chase Tower in Houston

JPMorgan Chase veranstaltet an zahlreichen Firmenstandorten (u. a. in New York City, London, Frankfurt am Main und Sydney) jährlich die J.P. Morgan Corporate Challenge (JPMCC), eine Laufveranstaltung über die Distanz von 5,6 km (3,5 Meilen) speziell für Firmen und deren Mitarbeiter des jeweiligen Standorts. Eine Besonderheit dabei ist, dass es keine zentrale offizielle Zeitabnahme gibt, sondern die jeweiligen Läufer ihre Zeit selbst messen.

## Kritik
Im Juni 2010 verhängte die britische Finanzaufsicht Financial Services Authority (FSA) gegen JPMorgan Chase eine Geldstrafe über 33,3 Millionen Pfund (39,3 Mio. Euro), weil die Sparte J.P. Morgan Securities jahrelang Kundengelder nicht ausreichend auf einzelnen Konten getrennt geführt hatte.
Nach einem Bericht der New York Times vom 13. Februar 2010 hatte J.P. Morgan – wie auch Goldman Sachs – Griechenland in den vorausgehenden zehn Jahren dabei geholfen, das Ausmaß seiner Staatsverschuldung zu verschleiern.
Außerdem wird der Bank Einflussnahme auf die friedlichen Proteste in New York vorgeworfen. Im Herbst 2011 spendete sie 4,6 Mio. US-Dollar an die New York City Police Foundation. Diese größte Spende in der Geschichte der Stiftung wurde laut offiziellen Angaben dazu eingesetzt, um die Sicherheit im „Big Apple“ zu erhöhen.
Anfang Mai 2012 gab die Bank bekannt, dass sie sich nach riskanten Geschäften verspekuliert habe und zwei Milliarden US-Dollar (ca. 1,54 Mrd. Euro) innerhalb von sechs Wochen abschreiben müsse. Das Portfolio hatte JPMorgan ursprünglich gegen Risiken bei Geldgeschäften absichern sollen. Verursacher war das Londoner Chief Investment Office (CIO) des J.P. Morgan-Händlers Bruno Iksil, der mit ausdrücklicher Unterstützung von CEO James Dimon handelte. Mitte April 2012 aufkommende Kritik an diesen Praktiken hatte Dimon noch zurückgewiesen. Die Ratingagentur Fitch stufte die Kreditwürdigkeit der Bank daraufhin um eine Stufe von AA− auf A+ herab. Gleichzeitig brach der Börsenkurs von JPMorgan ein, das Institut verlor am 12. Mai an der New Yorker Börse 15 Milliarden US-Dollar an Marktwert. Mitte Juli 2012 korrigierte die Bank die Summe des Verlustes fürs zweite Quartal 2012 auf 4,4 Milliarden US-Dollar, für das erste Quartal gab sie einen Verlust von 1,4 Milliarden US-Dollar bekannt. Kumuliert ergibt dies einen Verlust von 5,8 Milliarden US-Dollar, wobei weitere Risiken über 1,7 Milliarden US-Dollar offen sind. Als Obergrenze für den möglichen Verlust gab die Bank 7,5 Milliarden US-Dollar an. Dennoch beendete man das zweite Quartal dank Sondereffekten mit einem Nettogewinn von 4,96 Mrd. US-Dollar, knapp weniger als im Vorjahr.
2014 wurde Chase dafür kritisiert, dass sie allen Kunden, die als Pornodarsteller aktiv waren, kündigte.
Im November 2016 wurde JPMorgan Chase zu einer Geldstrafe von 264 Millionen Dollar verurteilt, weil die Bank Familienangehörige chinesischer Funktionäre eingestellt hatte, um Vorteile für JPMorgan zu erhalten. Diese „Söhne-und-Töchter-Kampagne“ wertete das US-Justizministerium als Bestechung.